# دانیل جیورتی
دانیل جیورتی (انگلیسی: Daniel Giorgetti؛ زادهٔ ۱۹۷۱ میلادی) موسیقی‌دان و آهنگساز اهل بریتانیا است.
از فیلم‌ها یا مجموعه‌های تلویزیونی که وی در آن‌ها نقش داشته‌است، می‌توان به ساعت اشاره نمود.